# Гиагинское сельское поселение
Гиаги́нское се́льское поселе́ние — муниципальное образование в составе Гиагинского района Республики Адыгея.
Административный центр — станица Гиагинская.

## География
Муниципальное образование расположено в западной части Гиагинского района. В состав сельского поселения входит 4 населённых пункта.
Площадь территории сельского поселения составляет — 249,70 км2. Из них сельскохозяйственные угодья занимают — 219,27 км2 (87,81 %).
Граничит с землями муниципальных образований: Дукмасовское сельское поселение на севере, Заревское сельское поселение на северо-востоке, Айрюмовское сельское поселение на востоке, Келермесское сельское поселение на юге, а также с землями Родниковского и Школьненского сельских поселений Белореченского района Краснодарского края западе.
Сельское поселение расположено на наклонной Закубанской равнине, в переходной от равнинной в предгорную зоне республики. Рельеф местности представляет собой в основном предгорные волнистые равнины с холмисто-бугристыми и курганными возвышенностями, с общим уклоном с юго-востока на северо-запад. Долины рек изрезаны глубокими балками и понижениями. Средние высоты составляют около 160 метров над уровнем моря.
Гидрографическая сеть представлена реками: Гиага, Улька, Грязнуха, Закаляйка, Медовка, Малая Медовка и различными малыми родниковыми ручьями в балках. Также имеется множество водоёмов естественного и искусственного происхождений, наиболее крупные из которых расположены в долине реки Гиага.
Климат влажный умеренный, с жарким летом и прохладной зимой. Среднегодовая температура воздуха положительная и составляет около +11,5°С. Среднемесячная температура воздуха в июле достигает +23,0°С. Среднемесячная температура января составляет около 0°С. Среднегодовое количество осадков составляет около 730 мм. Основная часть осадков выпадает в период с мая по июль.

## История
Гиагинский сельский совет в своих современных границах был основан в 1947 году.
В 1994 году Постановлением Госсовета — Хасэ Республики Адыгея № 71-1 от 30.03.1994 года Гиагинский сельсовет был преобразован в местное самоуправление Гиагинского сельского округа.
На основании свидетельства № 000027 от 3.11.1998 года как муниципальное образование внесено в Федеральный реестр муниципальных образований Российской Федерации.
В 2004 году в ходе муниципальных реформ, Гиагинский сельский округ был преобразован в муниципальное образование со статусом сельского поселения.

## Население
| 2002    | 2010    | 2011    | 2012    | 2013    | 2014    | 2015    |
| ------- | ------- | ------- | ------- | ------- | ------- | ------- |
| 16 826  | ↘15 752 | ↗15 753 | ↘15 683 | ↘15 569 | ↘15 444 | ↘15 361 |
| 2016    | 2017    | 2018    | 2019    | 2020    | 2021    | 2023    |
| ↗15 376 | ↘15 355 | ↗15 437 | ↗15 570 | ↗15 762 | ↗16 137 | ↘16 104 |
| 2024    |         |         |         |         |         |         |
| ↘16 014 |         |         |         |         |         |         |

Плотность: 64.13 чел./км2.

### Национальный состав
По данным Всероссийской переписи населения 2010 года:
| Народ               | Численность, чел. | Доля от всего населения, % |
| ------------------- | ----------------- | -------------------------- |
| русские             | 13 597            | 86,32 %                    |
| адыги               | 734               | 4,67 %                     |
| армяне              | 363               | 2,30 %                     |
| украинцы            | 276               | 1,75 %                     |
| цыгане              | 174               | 1,10 %                     |
| другие / не указано | 608               | 3,86 %                     |
| всего               | 15 752            | 100,0 %                    |

Половозрастной состав
По данным Всероссийской переписи населения 2010 года:
| Возраст     | Мужчины, чел. | Женщины, чел. | Общая численность, чел. | Доля от всего населения, % |
| ----------- | ------------- | ------------- | ----------------------- | -------------------------- |
| 0 — 14 лет  | 1 365         | 1 213         | 2 578                   | 16,4 %                     |
| 15 — 59 лет | 4 684         | 4 967         | 9 651                   | 61,3 %                     |
| от 60 лет   | 1 218         | 2 305         | 3 523                   | 22,4 %                     |
| Всего       | 7 267         | 8 485         | 15 752                  | 100,0 %                    |

Мужчины — 7 267 чел. (46,1 %). Женщины — 8 485 чел. (53,9 %).
Средний возраст населения: 40,6 лет. Медианный возраст населения: 40,6 лет.
Средний возраст мужчин: 37,3 лет. Медианный возраст мужчин: 36,5 лет.
Средний возраст женщин: 43,4 лет. Медианный возраст женщин: 44,8 лет.

## Состав сельского поселения
| № | Населённый пункт | Тип населённого пункта          | Население | Доля от населения (%) |
| - | ---------------- | ------------------------------- | --------- | --------------------- |
| 1 | Гиагинская       | станица, административный центр | ↘14 338   | 89,53 %               |
| 2 | Гончарка         | посёлок                         | ↘1593     | 9,95 %                |
| 3 | Первомайский     | хутор                           | ↘0        | 0 %                   |
| 4 | Черёмушкин       | хутор                           | ↘83       | 0,52 %                |

## Местное самоуправление
Администрация Гиагинского сельского поселения — станица Гиагинская, ул. Кооперативная, №33.
Структуру органов местного самоуправления сельского поселения составляют:
- Исполнительно-распорядительный орган — Местная администрация Гиагинского сельского поселения. Состоит из 9 человек.  
  - Глава администрации сельского поселения — Лукьянов Андрей Николаевич.
- Представительный орган — Совет Народных депутатов Гиагинского сельского поселения. Состоит из 17 депутатов, избираемых на 5 лет[19]. 
  - Председатель Совета Народных депутатов сельского поселения — Чернов Сергей Валентинович.

## Экономика
Специализацией Гиагинского сельского поселения является сельское хозяйство. Также развита лёгкая промышленность.